# 장창 (바둑 기사)
장창(중국어: 张强, 병음: Zhang Qiang, 한자음: 장강, 1991년 9월 21일 ~ )은 중화인민공화국의 바둑 기사이다. 상하이시 출신으로 중국기원 소속의 6단이다.

## 경력
상하이시에서 태어났다. 상하이 퉁저우모범학교에서 바둑을 공부했고 2005년에 프로바둑에 입단했다. 중국 을조리그에 라싸기원팀으로 여러번 참가했다. 2010년과 2012년에는 산둥팀으로 참가했다.
2015년 제2회 몽백합배 세계 바둑 오픈전 예선에서 박준석과 리완펑, 강유택을 차례로 누르고 본선 64강에 진출했다. 1라운드에서 이치리키 료를 이겨 32강에 올랐지만 커제에게 패해 탈락했다.
2017년 제2회 상하이바둑패왕전에서 우승을 차지했고, 2018년에 5단으로 승단했다. 2019년에는 라싸기원팀으로 중국갑조리그에 참여했고, 6단으로 승단했다.